# Ioannis Karandinos
Ioannis Karandinos — également connu sous son nom italien de Giovanni Carandinò (du grec moderne : Ιωάννης Καραντηνός/Ioannis Karantinos, parfois traduit en France par Jean Carantino et en anglais par John Carandino)) —, né en 1784 à Céphalonie, mort le 8 juin 1834 à Naples, est un mathématicien grec fondateur de l'École mathématique ionienne — première école mathématique de l'histoire grecque moderne — qui contribua au développement de l'analyse au début du XIXe siècle.

## Famille et formation
Giovanni (Ioannis) Carandinò était  issu d'une ancienne famille Noble d’origine Byzantine  installée après 1453 sur l'île ionienne de Céphalonie et inscrite sur le Livre d’Or de l’île. Plusieurs des membres de sa famille Aristocratique siégèrent au Majeur Conseil (Maggior Consiglio dei Nobili titolari) de l’île.  
Doué pour les études, le jeune Giovanni Carandinò fonde à 21 ans la première école de fonctionnaires du bref État ionien indépendant. Puis à la suite de l'occupation française, il découvre les mathématiques modernes à l'âge de 26 ans au contact d'un officier français du génie chargé de mission d'instruction dans les Îles : Charles Dupin, polytechnicien (X1794), élève de Monge et géomètre distingué  Carandinò poursuit son travail de professeur dans divers établissements de Corfou jusqu'au départ des Français et à l'établissement d'un État ionien indépendant sous protectorat anglais.
En 1820, Lord North, administrateur britannique pour les îles ioniennes, impressionné par les capacités mathématiques que Carandinò démontre lors de ses études à Corfou puis en Italie, finance sa formation à l’École polytechnique de Paris, alors le centre de recherches et d'enseignement le plus avancé d'Europe en mathématiques. Carandinò est un des deux ou trois élèves étrangers par an admis à suivre les cours de l’École, à l'époque. Il est alors âgé de 36 ans.

## Carrière mathématique
Il s'établit un temps en France où il épouse une demoiselle Pelletier, puis étudie également en Angleterre.
Il revient en Grèce en 1823 pour prendre le poste de professeur de mathématiques et de doyen à la toute neuve Académie ionienne de Corfou, fondée en 1824, première faculté de mathématiques du pays, de laquelle il est nommé docteur lors de la cérémonie d'inauguration. De 1825 à 1830, pour les besoins de la jeune académie, il fonde des classes préparatoires inspirées du modèle français, dirige l'Académie comme surintendant et traduit en grec de nombreux ouvrages de références d'analystes français, permettant ainsi aux mathématiques modernes et en particulier à l'analyse de se développer en Grèce.
En 1828, comme il est resté en contact avec le milieu français des mathématiques, et grâce à Fourier qui les jugeait remarquables, ses recherches sur le calcul différentiel sont publiées au Journal des Savants, alors une des meilleures revues scientifiques d'Europe.
En 1829, sa notoriété grandit en Grèce, et le premier gouverneur de l'État grec indépendant, Ioannis Kapodistrias, lui demande de venir enseigner à l'école grecque d'Égine. Carandinò refuse toutefois de quitter l'Académie ionienne mais autorise Kapodistrias à faire imprimer et distribuer ses traductions et ouvrages pour les étudiants de Grèce continentale.
Il forme toute une génération d'étudiants qui diffusent en Grèce les mathématiques françaises.
Il se retire en 1833 pour raisons de santé, et meurt l'année suivante à Naples, à l'âge de 50 ans.

## Ouvrages
- VIAF
- ISNI
- GND

- Recherches sur la nature du calcul différentiel par M. le Dr J. Carandino de Céphalonie, de l'Université Ionienne.
- Ai dilettanti di matematische, il Dottore G. Carandino, Stamperia del Governo, 1829 Google Books
- Conférence donnée à l'AMS Session on History, Washington, le 05/01/2009
- C. Goldstein, J. Gray et J. Ritter (dir.), L'Europe mathématique. Histoires, mythes, identités, éditions Maison des Sciences de l'Homme, Paris